# Transferstraße
Eine konventionelle oder starre Transferstraße ist ein Produktionssystem aus mehreren Maschinen, die in einer fest vorgegebenen Reihenfolge von den Werkstücken durchlaufen werden, und dient der Bearbeitung eines einzelnen Produkt-Typs oder eines sehr engen Produkt-Spektrums. Sie wird für die vollautomatische Großserien- oder Massenproduktion eingesetzt.
Dagegen spricht man von einer flexiblen Transferstraße, wenn sich die Transferstraße in annehmbarer Zeit auf einen anderen Produkttyp umstellen lässt.
Beide Varianten der Transferstraße sind linear aufgebaut – dagegen sind die Struktur und der Werkstückfluss bei einem flexiblen Fertigungssystem beliebig. Die einzelnen Maschinen bestehen aus Werkzeugmaschinen wie Fräs-, Dreh- und Bohrmaschinen zur eigentlichen Bearbeitung sowie Mess- bzw. Prüf- und Waschmaschinen. Sie sind durch Transport- und Handhabungseinrichtungen verkettet; dazu zählen z. B. Industrieroboter oder Förderbänder. Die einzelnen Maschinen und Fördereinrichtungen werden über einen zentralen Leitrechner koordiniert. Transferstraßen weisen daher eine sehr hohe Produktivität und eine sehr niedrige Flexibilität auf. Die Maschinen führen gleichzeitig verschiedene Bearbeitungsoperationen aus. Nach jedem Takt wird das Werkstück zur nächsten Arbeitsstation weitergereicht, sodass nacheinander auf jeder Maschine alle notwendigen Arbeitsgänge durchgeführt werden.
Wenn die Transferstraße aus Pressen besteht, spricht man auch von Transferpresse oder Stufenpresse. Die Anzahl der Bearbeitungsstufen entspricht dann der Anzahl der Werkzeuge. Sie werden z. B. in der Automobilindustrie eingesetzt, um aus Blechen Karosserieteile zu fertigen mittels Stanzen und Tiefziehen oder massive Teile wie Kurbelwellen durch Gesenkschmieden.
Der Takt ist die Zeitspanne, in der das Werkstück bearbeitet wird, diese richtet sich nach der längsten Bearbeitungszeit. Daher ist man bemüht, die Bearbeitungszeiten gleich lang zu halten. Ungleiche Bearbeitungszeiten hätten zur Folge, dass eine oder mehrere Maschinen stillstehen, was ineffizient wäre. Die Fließbandabstimmung als Teilgebiet der Produktionswirtschaft befasst sich mit Fragen des Bandwirkungsgrades, der Zuordnung einzelner Arbeitsgänge zu den Maschinen und anderen Fragen, die die Wirtschaftlichkeit von Transferstraßen und anderen Arten der Fließfertigung betreffen.
Ein Werkzeugwechselsystem ist in den meisten Fällen nur so ausgelegt, dass ein Schwesterwerkzeug eingewechselt werden kann, da jeder Bearbeitungsschritt von einer dafür spezialisierten Maschine ausgeführt wird. Solche Transferstraßen setzt man vor allem in der Großserienfertigung ein, etwa in der Automobilindustrie.
Transferstraßen sind eine besondere technische Umsetzung der Fließ- oder Reihenfertigung. Andere Umsetzungen kommen ohne Maschinen aus und bestehen aus Handarbeitsplätzen, die jedoch in der Reihenfolge der zu verrichtenden Arbeitsgänge angeordnet sind. Außerdem werden bei einer Transferstraße alle Werkstücke gleichzeitig weiterbewegt, weshalb Lager zwischen den einzelnen Bearbeitungsstationen überflüssig sind.

## Quelle
- Werkzeugmaschinen in der industriellen Produktion von Gerhard Moroff S. 137f.